# Falko Rademacher
Falko Rademacher (* 27. März 1974 in Bochum) ist ein deutscher Schriftsteller und Satiriker. Neben seiner Arbeit als Comedy-Autor für diverse TV- und Radioshows wurde er zunächst als Verfasser diverser satirischer Bücher mit regionalem Bezug bekannt, zuerst in Köln, später in Berlin. Inzwischen hat er sich dem Genre der Krimis und Thriller zugewandt und neben der molligen Berliner Kommissarin Lisa Becker den Privatdetektiv Philip Eckstein erschaffen, deren Fälle auch ins Englische übersetzt wurden. Als dritter Ermittler kam Wes Tucker vom Diplomatic Security Service zum Einsatz, ein an der US-Botschaft in Berlin stationierter Special Agent. Seit 2020 hat Rademacher sein Spektrum um das Science-Fiction-Genre erweitert mit seinem Zyklus um das Raumschiff Nautilus.

## Werke

### Bücher

#### Satirische Sachbücher
- Köln für Imis (in vier verschiedenen, zum Teil stark überarbeiteten Ausgaben). Emons, Köln 2000–2008, ISBN 3-89705-197-4
- Das zynische Gag-Lexikon. Schwarzkopf & Schwarzkopf, Berlin 2000, ISBN 3-89602-278-4
- Warum Männer beim Kölschtrinken nicht zuhören und Frauen das ziemlich egal ist. Emons, Köln 2003, ISBN 3-89705-315-2
- Populäre Rheinland-Irrtümer. Bebra, Berlin 2009, ISBN 3-86124-636-8
- Das Buch für Berlin-Hasser. Bebra, Berlin 2010, ISBN 3-8148-0176-8
- Das Anti-Kochbuch. Berlin 2014
- Das konzentrierte Böse. Gesammelte Satiren. Berlin 2014
- Berlin, gefühlt! Die Hauptstadt in überwiegend witzigen Grafiken. Emons, Köln 2017, ISBN 3-7408-0232-4

#### Ein Lisa Becker Krimi
- Halbe Leichen. Berlin 2012, ISBN 1301482048 [?]
- Schöne Leichen. Berlin 2012, ISBN 1301386219 [?]
- Der Vampir von Berlin. Berlin 2013, ISBN 1-4973-5764-0
- Schizo. Berlin 2016, ISBN 1-5390-8200-8

#### Ein Philip Eckstein Thriller
- Ein Koffer voll Blut. Berlin 2012, ISBN 1-4973-7313-1
- Der Ami im Leichensack. Berlin 2014, ISBN 1-4973-8089-8

#### Ein Wesley Tucker Thriller
- Die Pergamon-Affäre. Amazon Publishing, Luxemburg 2015
- Der unmögliche Krieg. Berlin 2015, ISBN 978-1-5195-6603-4

#### Raumschiff Nautilus
- Episode 1: Der gefrorene Junge. Berlin 2020
- Episode 2: Das Shada-Experiment. Berlin 2020
- Episode 3: Krolok unter Verdacht. Berlin 2020
- Raumschiff Nautilus – Trilogie 1 (Episoden 1–3). Berlin 2020, ISBN 979-8-5834-3331-5

### Englische Übersetzungen
- Heads Off (Halbe Leichen). Berlin 2013, ISBN 978-1-301-65347-8
- Dead Beauties (Schöne Leichen). Berlin 2013, ISBN 978-1-311-56663-8
- The Vampire of Berlin (Der Vampir von Berlin). Berlin 2014, ISBN 978-1-310-02869-4
- A Suitcase Full Of Blood (Ein Koffer voll Blut). Berlin 2013, ISBN 978-1-301-29655-2
- American, Die (Der Ami im Leichensack). Berlin 2014, ISBN 978-1-311-36629-0

### Hörbücher
- Die Pergamon-Affäre. Audible, Luxemburg 2015

## TV, Film, Radio und Print (Auswahl)
- Die Harald Schmidt Show (Gag-Autor)[1]
- Switch (Sketch-Autor)
- Energy München (Gag-Autor)
- You Don’t Know Jack 2 (Autor)
- Nick Knatterton – Der Film (Drehbuch-Mitarbeit)
- Die Dreisten Drei (Sketch-Autor)
- Eulenspiegel (Freier Mitarbeiter)

## Sonstiges
2011 war Rademacher Finalist in der sitcommission, einem britischen Wettbewerb für Sitcom-Autoren. Als einziger Nicht-Englischsprachler kam er damit unter die letzten 5 von über 1200 Teilnehmern.